# YYZ (canción)
"YYZ" es una canción instrumental de Rock progresivo creada por la banda canadiense Rush en 1981, para el álbum Moving Pictures. Es una de las más populares de su repertorio y número habitual en conciertos. Fue nominada para un Grammy de la categoría mejor instrumental de rock, pero acabó perdiendo contra "Behind my Camel" de la banda británica The Police.

## Versiones
Los álbumes en vivo "Exit...Stage Left" y el vídeo del concierto de A Show of Hands (1989), incluyen versiones en las que el baterista Peart hace un solo de batería.

## Composición
"YYZ" es el código de identificación del aeropuerto del IATA (aeropuerto internacional de Toronto Pearson) cerca de la ciudad natal de Rush. Un sistema omnidireccional de VHF en el aeropuerto transmite el identificador YYZ en código Morse. Neil Peart y Geddy Lee han dicho "Siempre es un día feliz cuando YYZ aparece en nuestras etiquetas de equipaje".

## Cultura popular
- YYZ se puede tocar en el videojuego Guitar Hero II, Guitar Hero: Smash Hits y es una canción descargable para la serie de juegos Rock Band.

## Músicos
- Geddy Lee (Bajo/Teclado)
- Alex Lifeson (Guitarra eléctrica)
- Neil Peart (Batería)

- Datos: Q841975

[[Categoría:Canciones de Rush